# Лю Се
Лю Се (кит. трад. 劉勰, пиньинь Liú Xié,  V-VI в.) — литературный критик эпохи Северных и Южных Династий, признаваемый автором трактата «Вэнь син дяо лун» («Резной дракон литературной мысли»).
Немногие биографические сведения о Лю Се сохранились в династийной хронике Лян. Лю Се происходил из скромной семьи и не получил широкой известности при жизни. Не был женат — возможно, по причине буддийских убеждений и/ли финансовой несостоятельности. Его знаменитый трактат, как полагают, был создан в 501-2 гг. (эп. Чжунсинь династии Ци, 479—502) с целью получить литераторскую славу и покровительство при дворе. Согласно историческому анекдоту, Лю переоделся уличным торговцем и остановил повозку Шэнь Юэ, дабы вручить ему свой труд. Шэнь, видный литератор эпохи, уделил ему внимание и прямо на месте высказал своё одобрение. Положительный отзыв Лю Се получил также от Сяо Туна 蕭統, кронпринца династии Лян и составителя литературного компендиума «Вэнь сюань» 文選. Тем не менее, это не принесло Лю Се славу.
В поздние годы он редактировал буддийские сутры и писал трактаты в монастыре, в котором незадолго до смерти принял монашество.